# Maihar
Maihar é uma cidade e um município no distrito de Satna, no estado indiano de Madhya Pradesh.

## Geografia
Maihar está localizada a 24° 16′ N, 80° 45′ L. Tem uma altitude média de 367 metros (1 204 pés).

## Demografia
Segundo o censo de 2001, Maihar tinha uma população de 34 347 habitantes. Os indivíduos do sexo masculino constituem 52% da população e os do sexo feminino 48%. Maihar tem uma taxa de literacia de 64%, superior à média nacional de 59,5%: a literacia no sexo masculino é de 72% e no sexo feminino é de 56%. Em Maihar, 15% da população está abaixo dos 6 anos de idade.